# Олександр Логінов (плавець)
Олександр Логінов (англ. Oleksandr Loginov, 25 червня 1992) — канадський плавець. Учасник Чемпіонату світу з водних видів спорту 2017, де в попередніх запливах на дистанції 50 метрів вільним стилем посів 47-ме місце і не потрапив до півфіналів. Учасник Чемпіонату світу з плавання на короткій воді 2018, де в попередніх запливах на дистанції 50 метрів вільним стилем посів 50-те місце і не потрапив до півфіналів.